# 呂宋竹蟶
呂宋竹蟶（学名：Solen luzonicus）为竹蟶科竹蟶屬下的一个种。